# サヴィニー＝ル＝タンプル
サヴィニー＝ル＝タンプル （Savigny-le-Temple）は、フランス、イル＝ド＝フランス地域圏、セーヌ＝エ＝マルヌ県のコミューン。元々は農村であったが、1970年代にセナール＝ムラン・ニュータウン建設によって、劇的に人口が増加した。

## 地理
ブリー地方にあるサヴィニーは、パリから38km、ムランから3マイル強離れている。

## 歴史

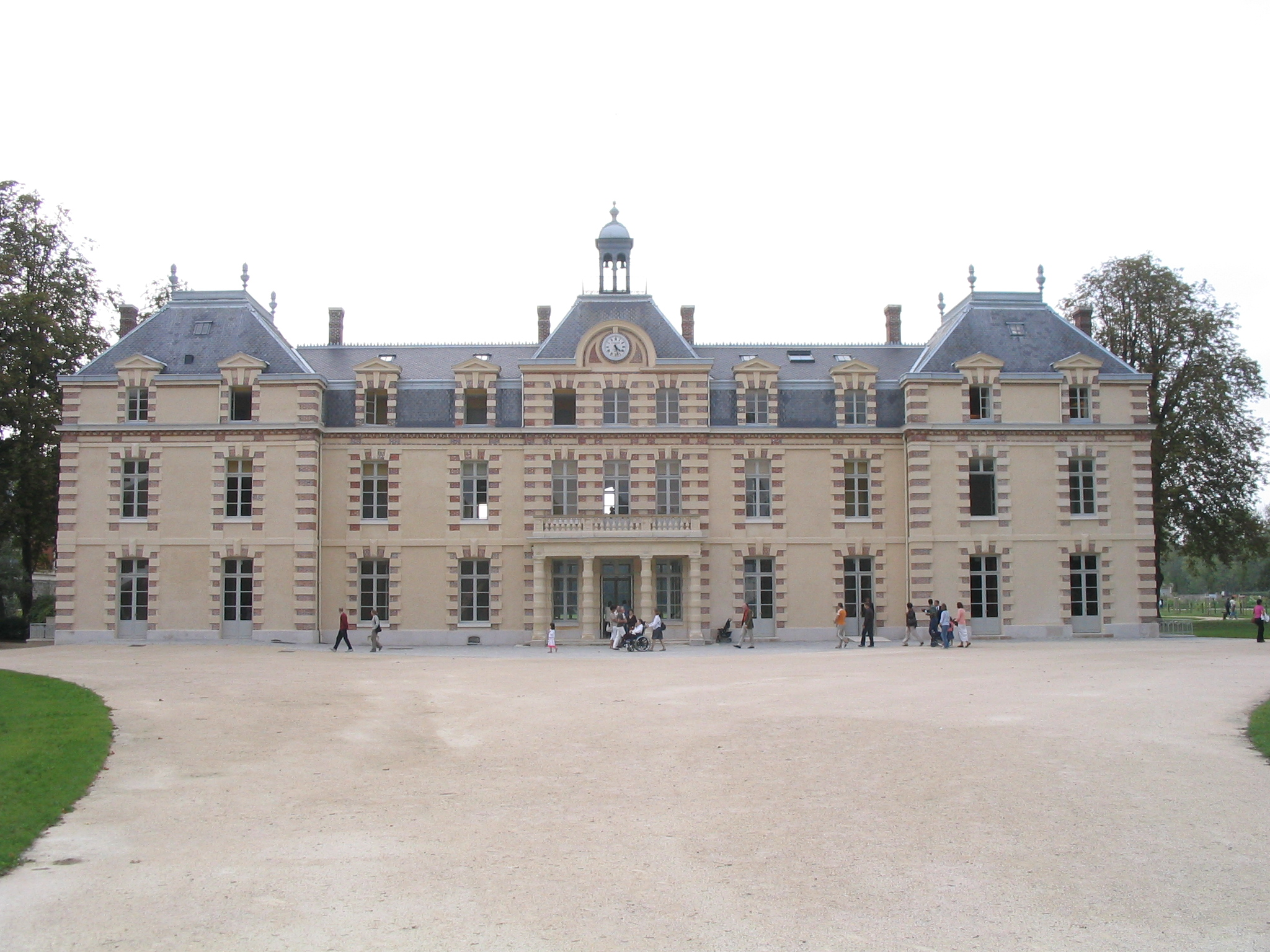
グランジュ・ラ・プレヴォテ城

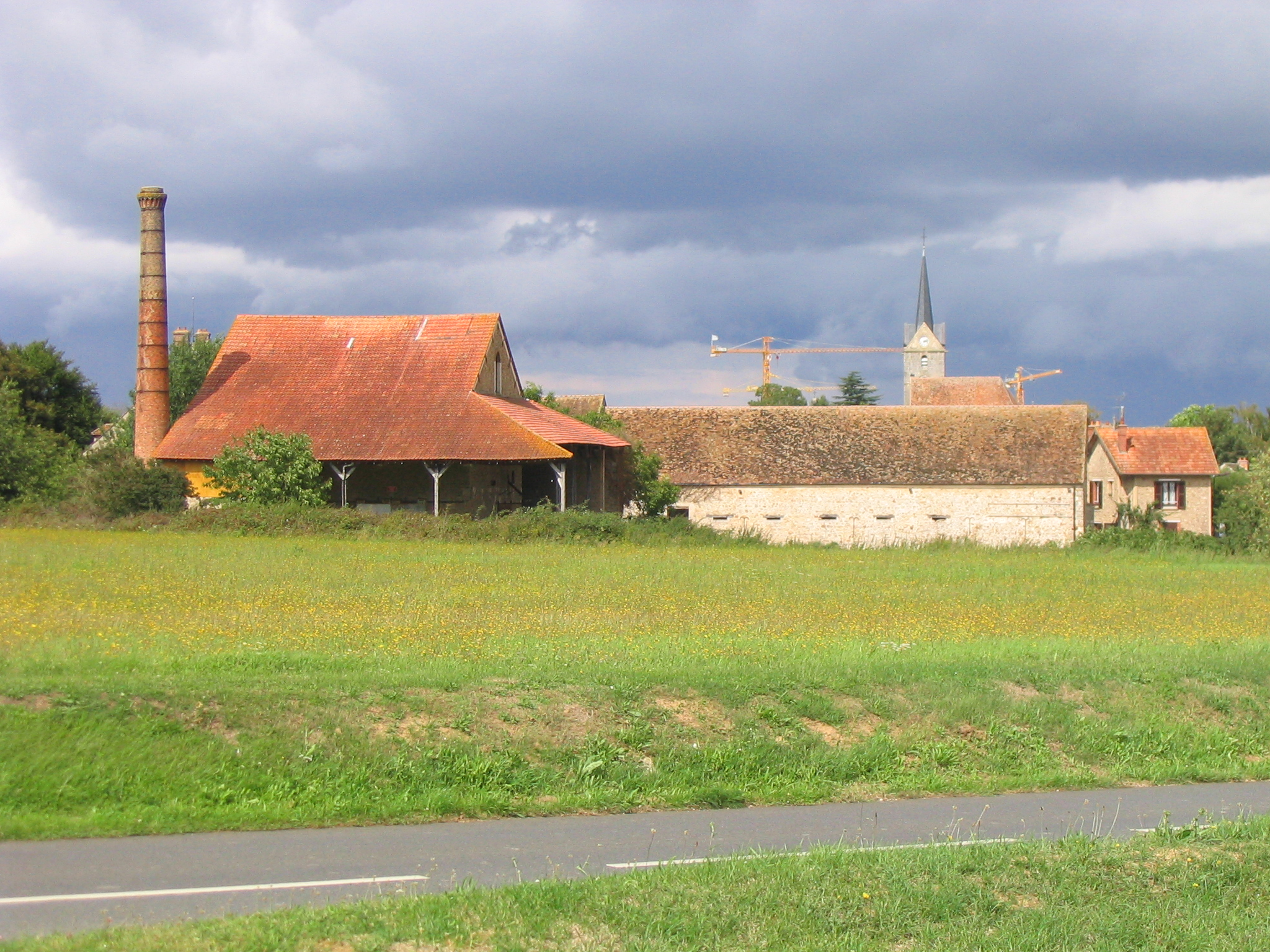
古い醸造所

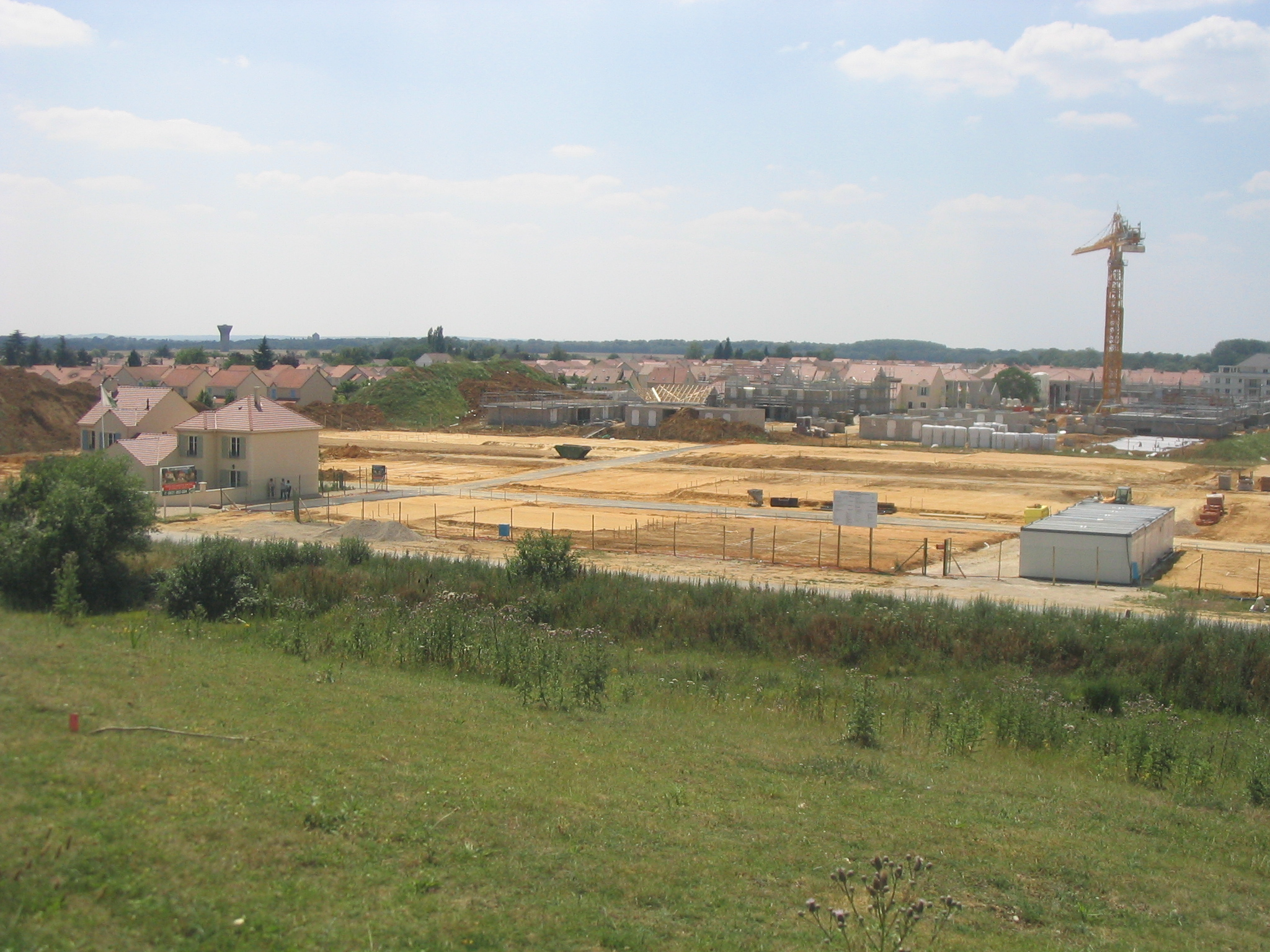
建設中のシテ・ウニ地区

ローマによるガリア征服以前、サヴィニーの土地はガリア系のサノン人（サンスを首都とする）の領地だった。しかしこの時代の痕跡はわずかしか残っていない。都市の基礎が現れたのはガロ＝ローマ時代以降である。1992年にガロ＝ローマ時代の建物の遺構が発見された。かつてこの地はルテティアからアゲンディクム（サンス）へと至る道沿いにあった。
9世紀から10世紀にかけての柱跡がサン＝ジェルマン教会の墓近くから発見されており、これにより当時の民家の存在がわかった。しかし町の存在が証明されるのは1149年で、それ以前は疑わしい。第二回十字軍に向かうルイ7世は、この地をテンプル騎士団へ授けた。騎士団はコマンドリー（fr、宗教騎士団の共同体）を築いた。中世の村ノワズマン、プレシ・ル・ロワ、ラ・グランジュ・ラ・プレヴォテを王が承認した。ノワズマンは12世紀まで、プレシ・ル・ロワは1220年の文書に、グランジュは14世紀半ばの文書に名が書かれていた。この地にあった村、ラ・グランジュ・デュ・ボワは15世紀終わりまでその存在が確認できた。当時のテンプル騎士団の村は、主に農民が占めていた。
1312年、テンプル騎士団が解散され資産が接収されると、フランス国内の他所でそうだったように、聖ヨハネ騎士団に引き継がれた。
16世紀に国中を揺るがしたユグノー戦争の影響は、サヴィニーではわずかだった。ユグノーが少数だったためである。近代、徐々に聖ヨハネ騎士団の影響力は失せ、替わってナンディとサン＝ポール領主が強くなった。やがてグランジュ村はセンヌヴィル家の所有となり、住民は穀物とワインを第一に生産していた。フランス革命はそれほどの影響を及ぼさなかった。憲兵を意味するプレヴォテ（Prévôté）が旧弊だとして、1793年から1789年まで町の名はサヴィニー＝シュル＝バロリー（Savigny-sur-Balory）と改名された。サヴィニーの土地は国家財産として売却された。しかし競売は延長され購入価格はあまりに高額となった。
サヴィニーは、1798年に結婚したジャン・バティスト・ジュール・ベルナドット（のちにスウェーデン王カール14世ヨハンとなる）とその妻デジレ・クラリーと関わりを持つことになる。彼らはパリへ通うためブリー地方に住まいを探していた。彼らはグランジュ城で暮らした。彼らは公園を飾り立て、城に手を入れたが、夫妻は住む期間が短く、一帯は以前のままの農村だった。1810年にスウェーデン王太子とされたベルナドッテは、1812年に反ナポレオンの同盟に参加し、やむなくサヴィニーにあった所領を手放した。デジレの兄ニコラが、1812年の短期間城の所有者だった。ニコラの息子フランソワは成長してサヴィニー市長を務めた。クラリー家はサヴィニーに多大な影響を及ぼした。コミューンの土地78%を3人の地主が所有しており、そのうちクラリー家はコミューンの半分に匹敵する547ヘクタールを所有していた。
1880年まで、農民はまず第一にコムギを育てた（白いパンが食卓で一般的となったため）。次にエンバクが、当時ウマの利用が増したことでエサ用に育てられていた。しかし1880年代にコムギ価格が暴落したため、農民は多様な農作物を作るようになった。ビートの栽培が増加した結果、酒の醸造所開設につながった。そしてヒツジの飼育も、他のどの家畜よりも飛びぬけていた。羊毛もラム肉も、農民にとって有益であった。フィロキセラ流行で1880年代以降次第にブドウ栽培とワイン製造が衰え（19世紀フランスのフィロキセラ禍）、替わってナシやシードル用のリンゴが植えられた。1889年代の危機で職を失い都会へ出る者が増加し、一層サヴィニーの地主への土地所有が集中した。出生率が下がり、1872年には村生まれが住民の65%であったのに、1911年にはたった30%に下がっていた。その間、クラリー家の影響力は衰え、市長は1970年代まで大規模農家の経営者が務めるようになった。1925年に町は電化され、人手不足を補うに足る農業の機械化が導入された。

## 交通
- 鉄道 - RER D線サヴィニー＝ル＝タンプル＝ナンディ駅

## 姉妹都市
- ブーティリミット、モーリタニア
- コマルニク、ルーマニア
- イスナリョス、スペイン
- en:Tyresö Municipality、スウェーデン